# Monte Gioco
Il monte Gioco, chiamato anche monte Zucco (in bergamasco Ol Zögh), è una montagna delle prealpi Orobie alta 1.366 m s.l.m.. Sorge in provincia di Bergamo, a cavallo tra la val Brembana e la val Serina, a nord-est di San Pellegrino Terme e a sud-ovest di Serina.
Presenta pendii erbosi e boscosi, e può essere raggiunto senza particolari difficoltà sia dalla val Serina, partendo da Lepreno, sia dalla val Brembana, partendo da Spettino (frazione di San Pellegrino Terme).